# Eugenio Ruspoli
Eugenio Ruspoli (Țigănești, 6 gennaio 1866 – Burgi, 4 dicembre 1893) è stato un esploratore italiano.
Compì un primo viaggio esplorativo in Somalia nel 1891, durante il quale raggiunse l'Uebi Scebeli; nel 1893 compì un secondo viaggio che raggiunse il Giuba e nel corso del quale stipulò un trattato che confermò il protettorato italiano.

## Biografia

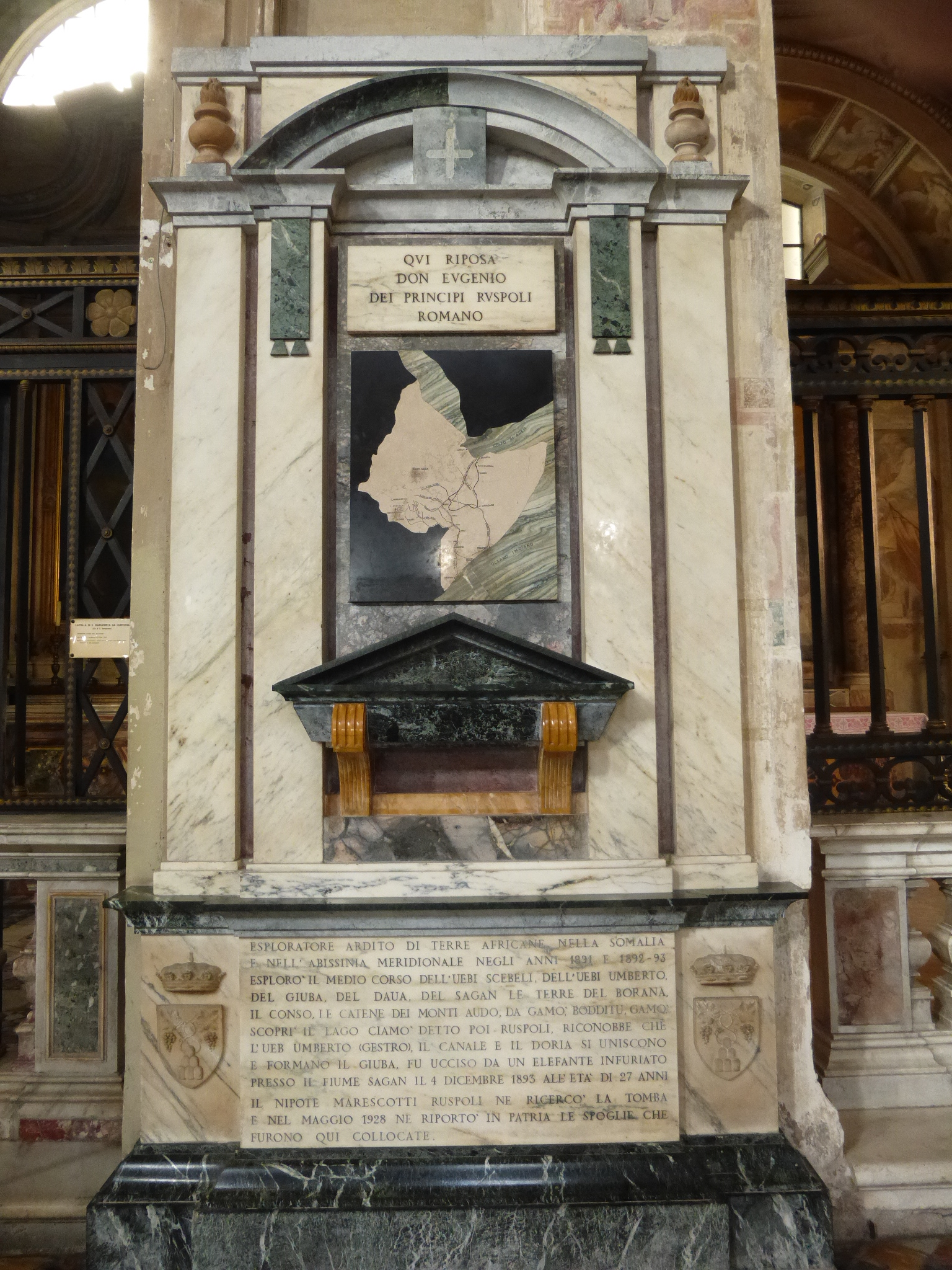
Roma, Tomba di Eugenio Ruspoli all'Aracoeli. Nell'epigrafe, l'elenco delle esplorazioni e scoperte

Appartenente alla nobile famiglia fiorentina dei Ruspoli, secondo figlio di Emanuele e della sua prima moglie, la principessa Caterina Vogoride-Conachi (rumena, il che spiega il luogo di nascita), viene ricordato per due viaggi in Somalia. Nel primo (1891) partendo da Berbera percorse l'Ogaden e giunse all'Uebi Scebeli. Riportò in patria materiale zoologico, botanico, mineralogico e etnografico, mentre durante il secondo (1892-1893) dapprima stipulò a Bardera (3 aprile) una convenzione che confermava il protettorato italiano sulla regione e successivamente, scendendo lungo il fiume Giuba, si inoltrò sino a Dolo e proseguendo verso l'interno scoprì il lago Ciamò, nell'odierna Etiopia, che battezzò lago Umberto in onore dell'allora re d'Italia Umberto I.
Morì, celibe e senza eredi, in seguito ad un incidente di caccia nei pressi di Burgi, in Somalia. Dopo la sua morte, il lago da lui scoperto venne rinominato Ruspoli da Vittorio Bottego.
Molti anni dopo il nipote Marescotti Ruspoli (che sarebbe poi morto a El Alamein nel 1942) andò a ricercarne la tomba in Somalia e ne riportò in patria le spoglie, che nel maggio 1928 vennero inumate a Roma, nella basilica dell'Aracoeli.
Nel 1892 pubblicò un resoconto del suo primo viaggio dal titolo Nel paese della mirra.
Gli sono dedicate una via a Genova ed una a Padova.

## Scoperte
Nel 1896, l'ornitologo Tommaso Salvadori battezzò un esemplare di Tauraco con il nome Tauraco ruspolii in suo onore. Questo uccello fu scoperto da Ruspoli nel 1892 o '93, ma la data e il luogo precisi sono sconosciuti a causa della morte dell'esploratore unita al fatto che non ha lasciato note o appunti.
Assieme al suo compagno di viaggio Domenico Riva, Ruspoli scoprì anche la specie di Orchidaceae Aerangis somalensis.